# Юхновський район
Юхновський район — муніципальне утворення в Калузькій області Росії. Адміністративний центр — місто Юхнов.

## Географія
Район розташований на заході Калузької області. Район межує з Ізносковським, Дзержинським, Бабинінським, Мещовським і Мосальським районами Калузької області, а також з Угранським районом Смоленської області. Площа 1333 км² (8-е місце серед районів).
Основні річки — Угра, Сохна, Ремежь.

## Історія
Район був утворений в 1929 році у складі Сухініцького округу Західної області, до його складу увійшла велика частина території колишнього Юхновського повіту Калузької губернії.
В 1937 році район увійшов до складу Смоленської області.
5 липня 1944 року район увійшов до складу новоствореної Калузької області.